# Vispertal
La Vispertal (o valle della Vispa - in francese vallée de Viège) è una vallata svizzera del Canton Vallese e Distretto di Visp, prendendo il nome dal fiume Vispa che la percorre interamente. Si dirama sulla sinistra orografica della valle del Rodano e all'altezza di Stalden, si divide in due: la Saastal e la  Mattertal (la valle di Zermatt).

## Comuni
- Staldenried
- Stalden
- Visperterminen
- Zeneggen
- Visp